# Rdest żyworodny
Rdest żyworodny (Bistorta vivipara) – gatunek rośliny z rodziny rdestowatych (Polygonaceae). Łacińska i polska nazwa gatunkowa, pochodzi od tego, że wytwarza rozmnóżki, za pomocą których się rozmnaża (jest „żyworodny”).

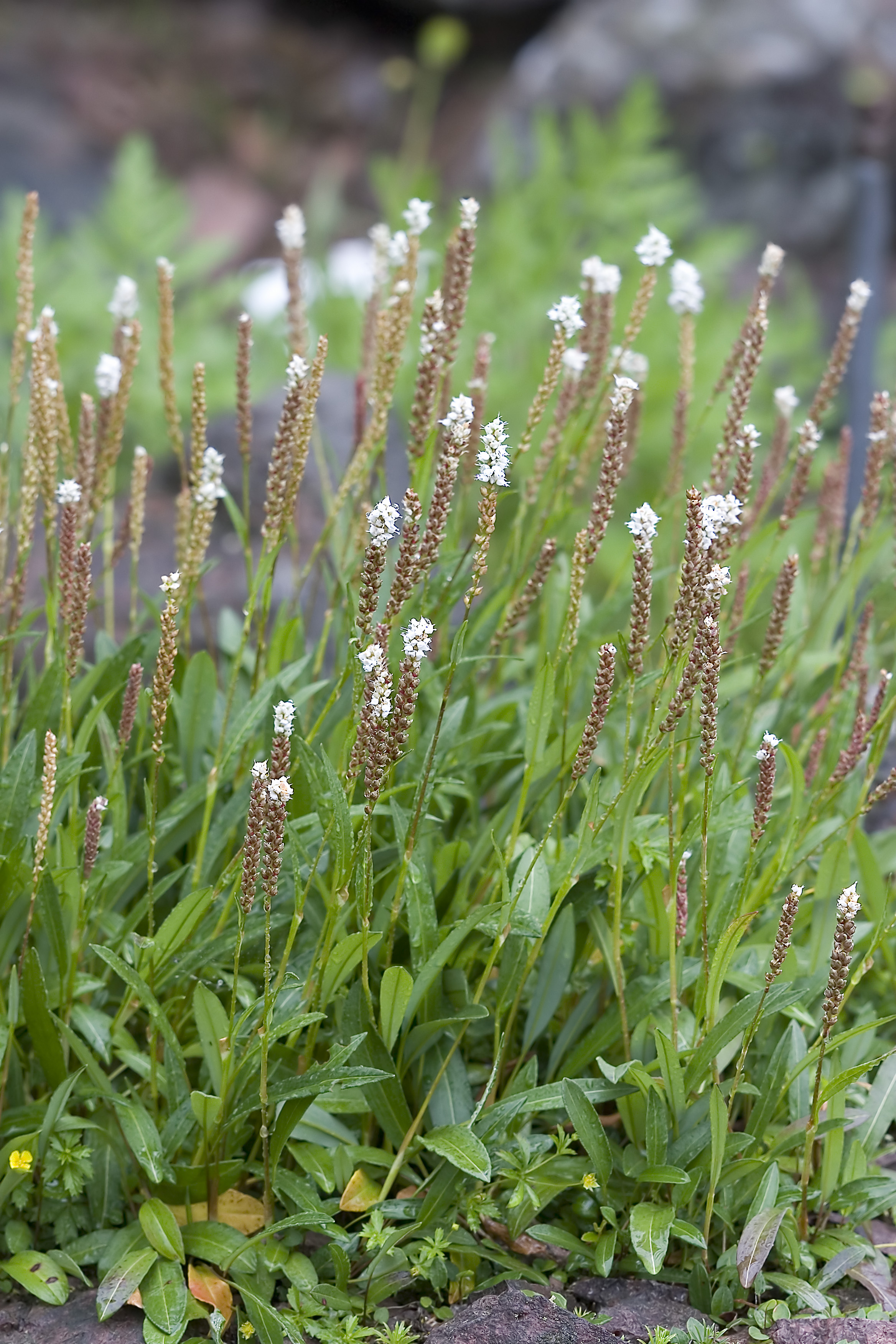
Pokrój

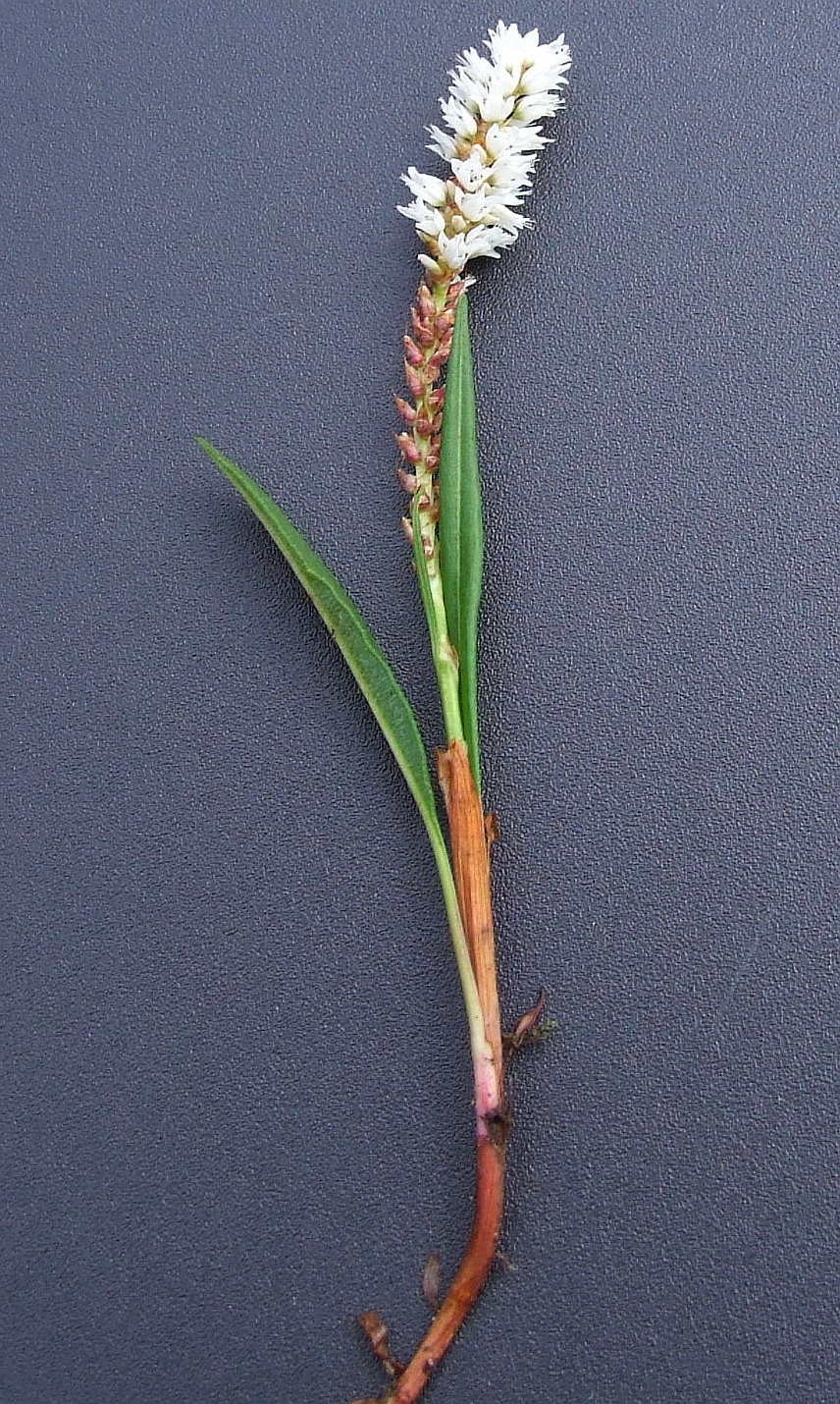
Pokrój

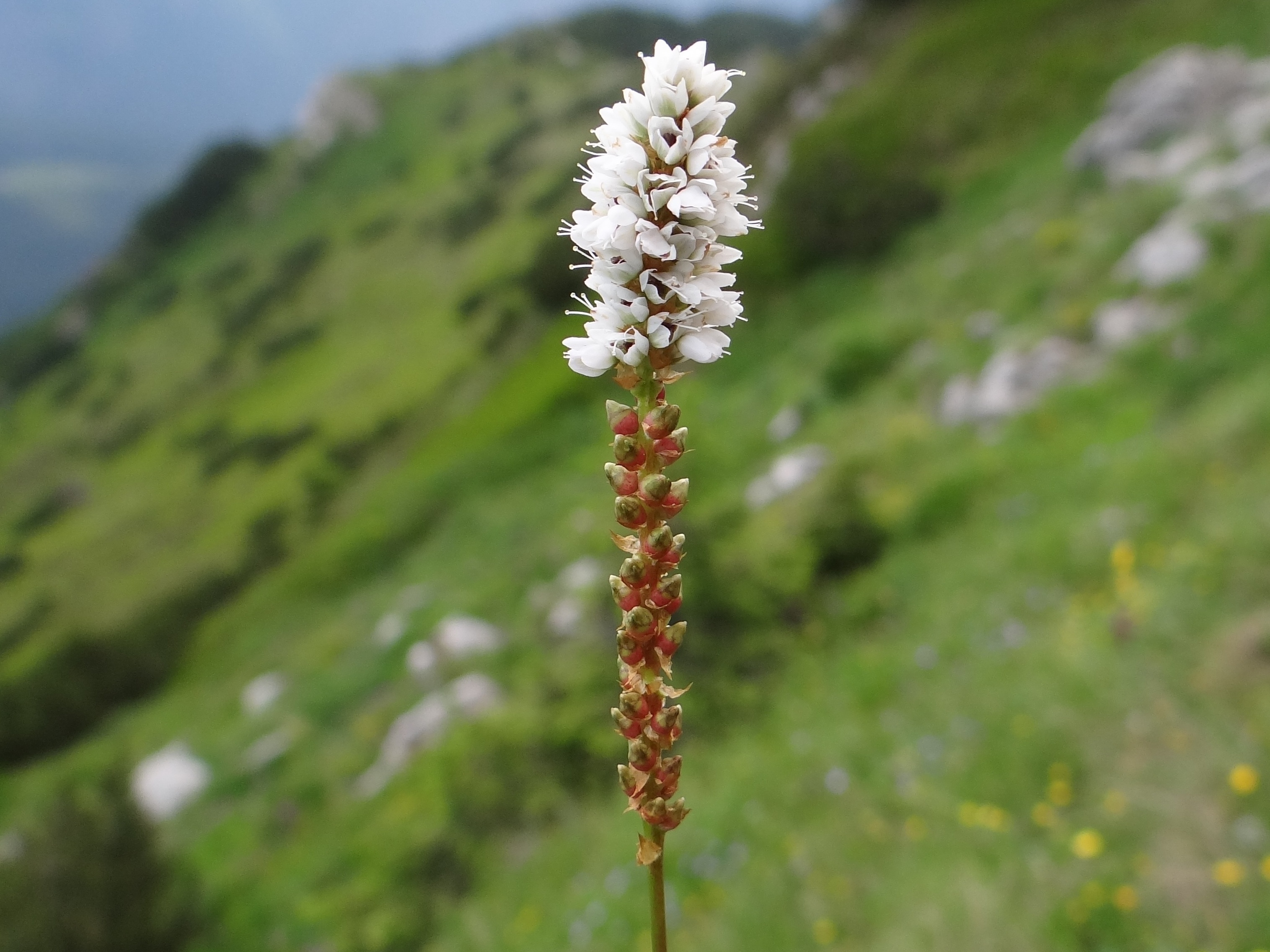
Kwiatostan z rozmnóżkami

## Rozmieszczenie geograficzne
Naturalny zasięg gatunku obejmuje rozległe przestrzenie Europy, Azji i Ameryki Północnej. W Europie występuje w górach całego kontynentu (z wyjątkami Portugalii). W Azji występuje na obszarach pod wpływem klimatu umiarkowanego, jak również na niektórych obszarach klimatu zwrotnikowego i subtropikalnego (na przykład na Półwyspie Indyjskim, w Mjanmie, czy w Tajlandii). Na kontynencie północnoamerykańskim występuje od północnych krańców kontynentu po linię wyznaczoną na południu przez stany Arizona, Nevada i Utah. W Polsce gatunek uznawany za rodzimy, choć występuje tylko w Karpatach.

## Morfologia
ŁodygaPod ziemią silne, poziome, skręcone kłącze barwy czarno-brązowej i średnicy 1–2 cm, z którego wyrastają zwykle 2–3 podnoszące się lub wyprostowane, nierozgałęzione łodygi o wysokości 10–30 cm (rzadko do 60).
LiścieUlistnienie skrętoległe, liście wąskoeliptyczne, zaostrzone lub prawie tępe, dość tęgie. Liście łodygowe niemal równowąskie. Ogonki liściowe nieoskrzydlone, dłuższe u liści dolnych, krótsze powyżej, górne liście siedzące. Gatka obcisła i naga.
KwiatyZebrane w gęstym kłosie. Okwiat biały lub różowawy, sześcioczłonowy, do 4 mm długości. Słupek z trzema szyjkami znacznie dłuższymi od zalążni, zakończone główkowatymi znamionami. Pręcików osiem, otoczonych gruczołowym pierścieniem. Charakterystyczną cechą jest występowanie w dolnej części kłosa bulwkowatych romnóżek. Czasem w kwiatostanie znajdują się same bulwki, a kwiatów brak.
OwoceDrobny, trójkanciasty orzeszek o długości ok. 2–3 mm, otoczony trwałym okwiatem.

## Biologia i ekologia
RozwójBylina, hemikryptofit. Kwitnie od lipca do września, jest rośliną miododajną. Rozmnóżki i nasiona po dojrzeniu spadają na ziemię (barochoria) i kiełkują w pobliżu macierzystej rośliny lub mogą być transportowane dalej przez wodę czy zwierzęta.
SiedliskoWystępuje głównie na łąkach, murawach wysokogórskich, w kosówce.  Rozmnaża się przez nasiona, ale także wegetatywnie przez rozmnóżki.
Korelacje międzygatunkoweNa nadziemnych pędach pasożytują niektóre gatunki grzybów: Puccinia bistortae i Puccinia septentrionalis wywołujące rdzę, Bostrychonema alpestre, Ramularia bistortae, Microbotryum bistortarum, Microbotryum pustulatum, Bostrichonema polygoni, a na korzeniach grzyb Cenococcum geophilum.

## Systematyka i nazewnictwo
Rdest żyworodny zaliczany był w szerokim, tradycyjnym ujęciu taksonomicznym (jego autorem był Karol Linneusz) do rodzaju rdest (Polygonum) jako Polygonum viviparum L.. W drugiej połowie XX wieku w miarę pojawiania się dowodów na parafiletyczny charakter tak ujmowanego rodzaju, zaczęto go dzielić na mniejsze rodzaje monofiletyczne. Podział zaproponowany przez Haraldsona w 1978 w kolejnych latach był potwierdzany wynikami badań morfologicznych i w końcu też molekularnych. Gatunek po podziale rodzaju Polygonum sensu lato zaliczany jest do rodzaju Bistorta i nosi nazwę Bistorta vivipara (L.) Delalbre.

## Zmienność
Gatunek bardzo zmienny morfologicznie i cytologicznie. Wyróżnia się obok formy typowej (var. viviparum) o liściach nagich i szerokich od 5 do 30 mm także odmiany:
- wąskolistną Polygonum viviparum var. tenuifolium Y. L. Liu, J. Northw. Teachers Coll., Nat. Sci. 3: 45. 1985 (syn. Polygonum tenuifolium H. W. Kung, Contr. Inst. Bot. Natl. Acad. Peiping 3: 367. 1935) – takson o liściach równowąskich, o szerokości do 3 mm[6],
- owłosioną Polygonum viviparum var. tatrense Zapał. – o liściach spodem nieco owłosionych[7].

Opisano także podgatunek subsp. macounii z tęgimi roślinami, okazałymi liśćmi i silnie ścieśnionymi kwiatostanami z trwałymi bulwkami.

## Zastosowanie
W obszarze okołobiegunowym bogate w skrobię kłącza tego gatunku są spożywane na surowo lub gotowane. Są cierpkie i przypominają w smaku nieco migdały.